# Urodus isthmiella
Urodus isthmiella is een vlinder uit de familie van de Urodidae. De wetenschappelijke naam van de soort is voor het eerst geldig gepubliceerd in 1910 door Busck.